# Louis Bielle-Biarrey
Louis Bielle-Biarrey (Francia, 19 de junio de 2003) es un jugador profesional francés de rugby que se desempeña en la posición de wing izquierdo en Union Bordeaux Bègles, equipo perteneciente a la liga Top 14.

## Biografía
Louis Bielle-Biarrey nació en La Tronche, en el departamento de Isère. 
Sus padres vinieron a Grenoble para seguir una carrera de ingeniería,  él es de origen reunionista por parte de su madre y de origen tolosano por parte de su padre,  siendo este último educador voluntario en la escuela de rugby de Seyssins. También tiene un abuelo de ascendencia china. 
Louis Bielle-Biarrey comenzó a jugar al rugby union en 2008 a la edad de cinco años en la ciudad de Seyssins, cerca de Grenoble, y continuó hasta los trece años, antes de continuar su formación en el FC Grenoble, de 2016 a 2021.  Se trata pues de un jugador procedente del sector formativo francés (JIFF).

## Carrera
Louis Bielle-Biarrey debutó como profesional con el Union Bordeaux Bègles seis meses después, en enero de 2022, contra el CA Brive en el Top 14 a la edad de dieciocho años. El 16 de enero, en su primer titularidad profesional, anotó tres tries y fue elegido " hombre del partido » en un partido de la Copa de Europa contra el equipo provincial galés Scarlets.    Esa temporada, participó en ocho partidos, anotó cuatro tries y obtuvo veintidós puntos. Durante el verano siguiente, también fue seleccionado con los Bleuets para la Serie de Verano de las Seis Naciones, una nueva competición de verano,  jugó cuatro partidos y anotó tres tries.
Durante el inicio de la temporada 2022-2023, fue titular habitual con UBB . En noviembre de 2022, fue convocado por los Barbarians franceses, en un grupo de 23 jugadores para enfrentar Fiyi en el Stade Pierre-Mauroy. En enero de 2023, cuando debía ser seleccionado por la selección francesa sub-20, fue reclutado,  con tan solo 19 años, por primera vez en el equipo francés, por Fabien Galthié, para preparar el Torneo de las Seis Naciones de 2023.  Fue entonces el segundo jugador más joven seleccionado en el grupo francés.  Sin embargo, no fue seleccionado para la primera jornada y regresó a los Bleuets en la segunda jornada del Torneo de las Seis Naciones Sub-20 de 2023, que jugó como titular. Luego jugó los dos últimos partidos y marcó dos tries en el partido final, que Francia ganó para terminar en segundo lugar en la competición.  Al final de esta temporada, fue nominado al Oscar Espoir en los Oscars du Midi Olympique, que premia al mejor jugador joven francés de la temporada.  